# The Crown (serial)
The Crown este un serial de televiziune despre domnia reginei Elisabeta a II-a creat și scris în principal de Peter Morgan și produs de Left Bank Pictures și Sony Pictures Television pentru Netflix. Morgan a dezvoltat serialul pe baza filmului său The Queen (2006) și mai ales pe piesa sa The Audience (2013). Primul sezon acoperă perioada de la căsătoria lui Elizabeth cu Philip, Duce de Edinburgh, în 1947, la ruperea angajamentului dintre sora ei Prințesa Margareta și căpitanul Peter Townsend în 1955. Al doilea sezon acoperă perioada de la criza Canalului de Suez din 1956 până la pensionarea primului-ministru Harold Macmillan în 1963 și nașterea prințului Edward în 1964. Al treilea sezon cuprinde perioada 1964-1977, include cele două perioade ale lui Harold Wilson ca prim-ministru și o prezintă pe Camilla Shand. Al patrulea sezon se întinde din 1979 până la începutul anilor 1990 și include mandatul lui Margaret Thatcher ca prim-ministru și căsătoria dintre Prințul Charles și Lady Diana Spencer. Al cincilea sezon se întinde între anii 1991 și 1997 și acoperă mandatul de prim-ministru al lui John Major precum și ruptura relației dintre Charles și Diana. Sezonul șase prezintă domnia reginei la cumpăna secolelor al XX-lea și al XXI-lea, urmările decesului prințesei Diana și începutul relației dintre William și Kate Middleton.
La fiecare două sezoane se aleg actori noi. Claire Foy o portretizează pe regină în primele două sezoane, alături de Matt Smith în rolul prințului Philip și Vanessa Kirby în rolul prințesei Margareta. Pentru sezoanele trei și patru, Olivia Colman preia rolul de regină, Tobias Menzies rolul prințului Philip și Helena Bonham Carter în rolul prințesei Margareta. În distribuția din sezonul 3 se adaugă și Josh O'Connor în rolul prințului Charles. În al patrulea sezon, printre noii membri ai distribuției se numără Emma Corrin în rolul Lady Diana Spencer/Prințesa Diana și Gillian Anderson ca Margaret Thatcher. Imelda Staunton, Jonathan Pryce și Lesley Manville îi succedează pe Colman, Menzies și Bonham Carter, în ultimele două sezoane, în timp ce Elizabeth Debicki și Dominic West joacă rolurile prințesei Diana și, respectiv, al prințului Charles. Filmările au avut loc la studiourile Elstree din Borehamwood, Hertfordshire, cu locuri de filmare în Marea Britanie și la nivel internațional. Primul sezon a fost lansat de Netflix la 4 noiembrie 2016, al doilea la 8 decembrie 2017, al treilea la 17 noiembrie 2019 și al patrulea la 15 noiembrie 2020. Al cincilea sezon a fost distribuit pe platformă la 9 noiembrie 2022. Sezonul șase a fost împărțit în două volume, primele patru episoade fiind lansate pe 16 noiembrie 2023, iar celelalte șase pe 14 decembrie 2023. În 2020, bugetul de producție estimat al The Crown a fost raportat ca fiind de 260 de milioane de dolari, făcându-l unul dintre cele mai scumpe seriale de televiziune din istorie. 
The Crown a primit aprecieri din partea criticilor pentru actorie, regie, scenariu, cinematografie și producție, deși inexactitățile sale istorice au primit unele critici, în special în cel de-al patrulea sezon. Cu toate acestea, a primit distincții la Screen Actors Guild Awards, a câștigat cea mai bună actriță pentru Foy în rolul principal și cel mai bun actor pentru John Lithgow în rolul lui Winston Churchill și a obținut în total treizeci și nouă de nominalizări pentru primele sale trei sezoane la Primetime Emmy Premii, inclusiv trei pentru Seriale dramatice remarcabile. De asemenea, serialul a câștigat de două ori premiul Globul de Aur pentru cel mai bun serial de televiziune - dramă, la edițiile 74 și 78, cu victorii de asemenea pentru Foy, Colman, Corrin, O'Connor și Anderson.

## Distribuție
- Claire Foy (seazon 1–2), Olivia Colman (sezon 3–4) și Imelda Staunton (sezon 5–6) ca Regina Elisabeta a II-a[7]
- Matt Smith (sezon 1–2), Tobias Menzies (sezon 3–4) și Jonathan Pryce (sezon 5–6) ca Prințul Philip, Duce de Edinburgh[7]
- Vanessa Kirby (sezon 1–2), Helena Bonham Carter (sezon 3–4) și Lesley Manville (sezon 5–6) ca Prințesa Margaret, Contesă de Snowdon[7]
- Eileen Atkins ca Regina Mary (sezon 1)[8]
- Jeremy Northam ca Anthony Eden (sezon 1–2)[9]
- Victoria Hamilton (sezon 1–2), Marion Bailey (sezon 3–4) și Marcia Warren (sezon 5–6) ca Regina-mamă Elizabeth[7]
- Ben Miles (sezon 1) și Timothy Dalton (sezon 5) ca Peter Townsend[10]
- Greg Wise (sezon 1–2) și Charles Dance (sezon 3) ca Louis, Conte Mountbatten de Burma
- Jared Harris ca Regele George al VI-lea (sezon 1)[7]
- John Lithgow ca Winston Churchill (sezon 1)[7]
- Alex Jennings (sezon 1–2) și Derek Jacobi ca Prințul Edward, Duce de Windsor[11]
- Lia Williams (sezon 1–2) și Geraldine Chaplin (sezon 3) ca Wallis, Ducesă de Windsor[11]
- Anton Lesser ca Harold Macmillan (sezon 2)[12]
- Matthew Goode (sezon 2) și Ben Daniels (sezon 3) ca Antony Armstrong-Jones, Conte de Snowdon[13]
- Jason Watkins ca Harold Wilson (sezon 3)[14]
- Erin Doherty (sezon 3–4) și Claudia Harrison (sezon 5–6) ca Prințesa Anne
- Jane Lapotaire ca Prințesa Alice de Battenberg (sezon 3)
- Josh O'Connor (sezon 3–4) și Dominic West (sezon 5–6) ca Charles, Prinț de Wales
- Emma Corrin (sezon 4) și Elizabeth Debicki (sezon 5–6) ca Diana, Prințesă de Wales
- Michael Maloney ca Edward Heath (sezon 3)
- Emerald Fennell (sezon 3–4) și Olivia Williams (sezon 5–6) ca Camilla Parker Bowles
- Andrew Buchan ca Andrew Parker Bowles (sezon 3)
- Gillian Anderson ca Margaret Thatcher (sezon 4)
- Stephen Boxer ca Denis Thatcher (sezon 4)
- Jonny Lee Miller (sezon 5) ca John Major